# Onthophagus zagrosicus
Onthophagus zagrosicus là một loài bọ cánh cứng trong họ Bọ hung (Scarabaeidae).